# منتخب فرنسا للباندي
منتخب فرنسا للباندي هو ممثل فرنسا الرسمي في المنافسات الدولية في الباندي في فئة الباندي للرجال
.